# Radical 16
El radical 16, representado por el carácter Han 几, es uno de los 214 radicales del diccionario de Kangxi. En mandarín estándar es llamado 几部　(jī bù), en japonés es llamado 几部, きぶ　(kibu), y en coreano 궤 (gwe). Es llamado en los textos occidentales radical «mesa pequeña».
El radical «mesa pequeña» aparece en algunas ocasiones cubriendo los caracteres a los que pertenece por la parte superior y los lados (por ejemplo en el símbolo 凰). En algunos otros casos, aparece en la parte inferior del carácter (como en el símbolo 凭).
En Japón se utilizó este radical para crear aquellos símbolos propios de este país —llamados kokuji (国字 lit. caracteres del país?)— que representan conceptos relacionados con el viento, ya el símbolo para «viento» es 風 en este idioma (aunque no pertenece a este radical, sino al radical 182). Por ejemplo 凪, que significa calma en el mar, está formado por este radical para indicar el concepto de viento, junto con el símbolo 止, que significa «parar». Otro ejemplo es 凧, que significa «cometa» (como juguete), y que está formado por este radical y el símbolo 巾　que significa «toalla» o «trozo de tela».
En idioma chino se utiliza este símbolo como simplificación del carácter 幾, que significa «algunos».

## Nombres populares
- Mandarín estándar: 几字頭, jǐ zì tóu, «símbolo 几 arriba».
- Coreano:안석궤부, anseok gwebu.
- Japonés:  	机（つくえ）, tsukue, «escritorio»; 風構え（かぜがまえ）, kazegamae «viento rodeando el carácter».[1]
- En occidente: Radical «mesa pequeña».

## Caracteres con el radical 16
| trazos | carácter    |
| ------ | ----------- |
| + 0    | 几          |
| + 1    | 凡 凢 凣    |
| + 2    | 凤          |
| + 3    | 凥 処 凧    |
| + 4    | 凨 凩 凪 凫 |
| + 5    | 凬          |
| + 6    | 凭 凮 凯    |
| + 7    | 巬          |
| + 9    | 凰          |
| + 10   | 凱 凲       |
| + 12   | 凳 凴       |

## Galería
| Estilos antiguos                                 | Estilos antiguos                  | Estilos antiguos                        | Estilos antiguos                   | Estilos antiguos                   | Estilos empleados actualmente       | Estilos empleados actualmente  | Estilos empleados actualmente    | Estilos empleados actualmente   | Estilos empleados actualmente  |
|                                                  |                                   |                                         |                                    |                                    |                                     | 几                             |                                  |                                 |                                |
| 甲骨文 jiǎgǔwén (escritura de huesos oraculares) | 金文 jīnwén (escritura de bronce) | 简帛 jiǎnbó (escritura de bambú y seda) | 篆文 zhuànwén (escritura de sello) | 篆文 zhuànwén (escritura de sello) | 隸書 lìshū (estilo de los escribas) | 楷書 kǎishū (estilo regular)   | 楷書 kǎishū (estilo regular)     | 行書 xǐngshū (estilo corriente) | 草書 cǎoshū (estilo de hierba) |
| 甲骨文 jiǎgǔwén (escritura de huesos oraculares) | 金文 jīnwén (escritura de bronce) | 简帛 jiǎnbó (escritura de bambú y seda) | 大篆 dàzhuàn (sello grande)        | 小篆 xiǎozhuàn (sello pequeño)     | 隸書 lìshū (estilo de los escribas) | 繁體／繁体 fántǐ (tradicional) | 简体／簡體 jiǎntǐ (simplificado) | 行書 xǐngshū (estilo corriente) | 草書 cǎoshū (estilo de hierba) |